# 张柏楠
张柏楠（1962年—），男，汉族，黑龙江齐齐哈尔人，中华人民共和国科技和政治人物，中国共产党党员，第十二届全国人民代表大会贵州地区代表。中国载人航天工程副总设计师、飞船系统总设计师（神舟六号至神舟十一号），中国航天科技集团五院新一代载人飞船试验船项目负责人。

## 生平
毕业于航天五院复合材料力学专业。2013年，担任全国人大代表。2018年2月24日，当选为第十三届全国人大代表。